# Tjele Arena
Tjele Arena, egentligen Tsentraluri stadioni Kobuleti, ibland Sjukura-stadion eller Tjele, (georgiska: ქობულეთის ცენტრალური სტადიონი, Kobuletis tsentraluri stadioni), är en stadion i Kobuleti i Georgien. Stadion används huvudsakligen för fotbollsmatcher och är under säsongen 2012/2013 Dinamo Batumis hemmastadion. Den är även hemmaplan för den lokala klubben Sjukura Kobuleti. Stadion har en kapacitet för 6 000 åskådare.